# Baptism
Baptism – fiński zespół wykonujący black metal, założony w 1998 roku przez wokalistę i gitarzystę, Lorda Sargofagian oraz perkusistę Demonium.

## Skład zespołu

### Obecni członkowie
- Lord Sargofagian – śpiew, gitara (Behexen, Calvarium, Ymir, Valonsurma, ex-Ravine, ex-Satanic Warmaster, ex-Trotzreich, ex-Black Death Ritual, ex-Uncreation's Dawn)

### Muzycy koncertowi
- sg.7 – gitara, gitara basowa (Darkwoods My Betrothed, Trollheim's Grott, Black Death Ritual, Slave's Mask, Turmion Kätilöt, Prevalent Resistance, Horna, The True Black Dawn)
- TG – gitara
- M – gitara basowa
- lrh – perkusja (Black Death Ritual, Darkwoods My Betrothed, Deathchain, Forgotten Horror, Trollheim's Grott)

### Byli członkowie
- Slaughterer – gitara basowa
- Demonium – perkusja
- Kobalt – perkusja

## Dyskografia[1]
- Satanic Rituals (demo) – 1998
- Sons of Ruin & Terror (demo) – 2000
- The Beherial Midnight – 2002
- Baptism / Uncreation's Dawn (Split) – 2004
- Wisdom & Hate (EP) – 2004
- Black Ceremony (EP) – 2004
- Morbid wings of Sathanas – 2005
- Evil Mysteries (EP) – 2006
- Grim Arts of Melancholy – 2008
- Chalice of Death (EP) – 2010